# 엔케이 (1992년)
엔케이(본명: 나강, 1992년 12월 11일 ~ )는 대한민국의 가수이다.

## 주요 이력
2001년 CF 광고 모델 첫 데뷔 후 2014년 댄스 팝 음악 그룹 "지피지기(ZPZG)"의 보컬리스트로 가수 데뷔하였다.

## 출연작

### TV 드라마
- 2002년 KBS 《동물원 사람들》
- 2002년 MBC 《베스트 극장》
- 2002년 SBS 《오픈 드라마 남과 여》
- 2002년 EBS 《TV로 보는 원작동화》
- 2002년 KBS 《드라마 시티》

## 디스코그래피

### 음반
- 2014년 《ZPZG 싱글 음반 - 미치겠다》
- 2015년 《ZPZG 싱글 음반 - AOAO》